# 아스텔앤컨
아스텔앤컨(Astell&Kern)은 아이리버의 포터블 MQS 플레이어 브랜드이다. 아스텔앤컨의 뜻은 아스텔(Astell)은 그리스어로 별을 뜻하고 컨(Kern)은 독일어로 중심을 뜻한다. 아스텔앤컨은 최대 24bit, 192khz의 스튜디오 마스터링 음원(MQS)을 재생할 수 있는 것이 가장 큰 특징이다. 2012년 10월 10일 아스텔앤컨 시리즈의 첫번째 제품인 AK100을 출시하였고 호평을 받으며 세계 여러 나라에 진출하였다. 2013년 5월 9일에는 독일 뮌헨에서 열린 '하이 엔드알(High EndR)2013'행사에서 아스텔앤컨 두번째 제품인 AK120을 발표하였다. 또 2013년 11월 2일 국내 '아이어쇼 2013'행사에서 스마트폰과 연결하여 MQS를 들을 수 있는 MQS 포터블DAC AK10을 발표하였다.

## 진출
AK100은 2012년 10월 27일 도쿄에서 열린 헤드폰 페스티벌을 통해 일본에 진출하였으며 일본 엔화 기준으로 54,800엔에 출시되었다.
2012년 11월에는 호주, 태국, 독일, 폴란드, 싱가폴, 이탈리아, 홍콩에까지 진출하였다. (미국 달러 기준으로 약 699달러)
2012년 11월 21일에는 홍콩 침사추이에서 HKD 5,680에 출시하였으며, 12월 1일 중국, 12월 3일 미국에까지 진출했다. 아스텔앤컨의 두번째 제품인 AK120은 2013년 5월 9일 독일 뮌헨 '하이 엔드알(High EndR)2013'행사에서 발표하였고 5월 23일에 국내에 정식 출시했다. 아스텔앤컨 세번째 제품인 AK10은 2013년 11월 2일 국내 '아이어쇼 2013'행사에서 발표 하였고 11월 26일에 국내에 정식 출시되었다.

## 시리즈
- AK100
- AK120
- AK120ii
- AK240
- AK240ii
- AK300
- AK320
- AK380
- AK380 Copper
- AK380SS

- AK XB10
- AK10
- AK70
- AK JR

- KANN
- KANN CUBE
- KANN ALPHA

- SE100
- SE200
- SE180

- SP1000
- SP1000M
- SP2000